# 约翰·莫奇利
约翰·威廉·莫奇利（英語：John William Mauchly，1907年8月30日—1980年1月8日） ，美国物理学家，与普雷斯波·艾克特共同发明了埃尼阿克（ENIAC）——第一个通用的电子数字计算机，以及后来的EDVAC、BINAC和UNIVAC。
他们一起创立了第一个计算机公司：埃克特-莫齐利计算机公司（EMCC），并开创了包括存储程序、子程序和编程语言的基本计算机的概念。 他们的工作出名在被广泛阅读的 EDVAC報告書的第一份草案 (1945年)和穆尔学校讲座 (1946年)，这影响了在1940年代后期在世界各地发生的计算机发展潮流。

## 传记
约翰·威廉·莫奇利于1907年8月30日在俄亥俄州的辛辛那提出生。他早年与他的父母和妹妹海伦·伊丽莎白移居马里兰州的Chevy Chase。此时莫奇利父亲获得了在华盛顿卡内基研究所陆地电力系统的领导的职位。作为一个青年,莫奇利对科学很感兴趣,特别是在电力方面。幼时就因为修复邻居的电力系统而出名。莫奇利小学在Chevy Chase的E.V. Brown Elementary School学习，高中在华盛顿州的McKinley Technical High School学习。在McKinley Technical High School学习时，莫奇利在辩论队极其活跃,成为了National Honor Society的一员,并成为校报Tech Life的主编。1925年高中毕业后,他获得了约翰·霍普金斯大学的奖学金并且在此处攻读工程学。他随后转修物理学, 最终没有完成他的本科学位的情况下，于1932年直接获得了物理学博士学位。
从1932年至1933年，莫齐利担任约翰·霍普金斯大学的研究助理，他集中精力在计算甲醛频谱的能量水平。莫奇利真正的教学生涯开始在1933年，在乌尔辛纳斯学院。他被任命为物理系的领导。事实上，他在那里成为了唯一的职员。
在1941年的夏天,莫奇利在宾夕法尼亚大学摩尔电气工程学院（Moore School of Electrical Engineering）参加了电气防卫培训课程。在那里,他会见了实验室老师约翰·皮斯普·埃克特(1919 - 1995),后来他们将形成长期的合作伙伴关系。课程后,在1943年，莫奇利被聘为电气工程学讲师,他被升职为电气工程助理教授。二战爆发后,由于莫奇利与埃克特的提议，美国炮火部把建立电子计算机的项目承包给摩尔学院，以加速美军弹道的计算速度。
1959年，莫奇利从Sperry Rand离职，并着手建立莫奇利和他的小伙伴们有限公司(Mauchly Associates, Inc)。 该公司的一个著名的成就就是发展了关键路径法（CPM）来自动地规划时间表。 在1967年莫奇利还设立了一个咨询组织Dynatrend来作为Sperry UNIVAC的顾问，这从1973年一直持续到莫奇利1980年去世。
在1980年1月8日，在经历了心脏手术以及长时间的患病以后，莫奇利在宾夕法尼亚州的阿宾顿逝世。他的第一任妻子玛丽·奥古斯塔·沃尔茨（Mary Augusta Walzl）是个一个数学家，他们在1930年12月30日结婚。不幸的是，沃尔茨于1946年溺水而亡。他们有两个孩子，一个叫詹姆斯（吉米）而另一个叫西德尼。 在1948年，莫奇利娶了Kathleen Kay McNulty（1921-2006），她是ENIAC程序最早的六名建立者之一，他们又拥有了五个孩子：萨拉、凯瑟琳、约翰、弗吉尼亚以及依伐。